# Oberostrauer Mundart

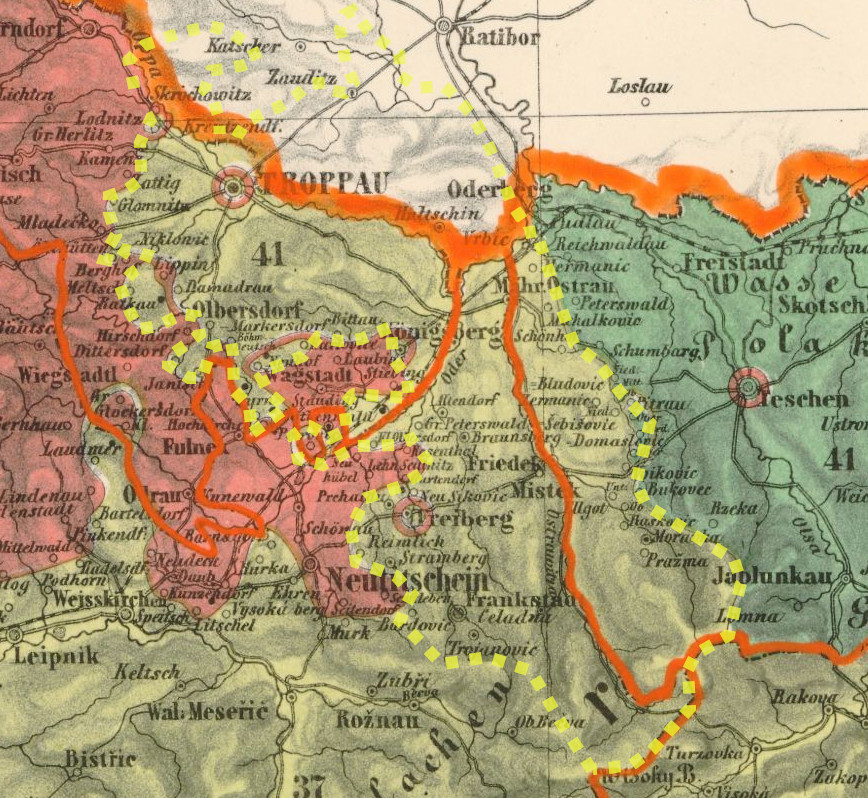
Das Gebiet der lachischen Sprachen mit der ethnographischen Karte der Österreichischen Monarchie von Karl von Czoernig-Czernhausen (1855) im Hintergrund – Sprachgebiet der Mundart befindet sich im Osten um Friedek

Die Oberostrauer Mundart (tschechisch nářečí hornoostravské, polnisch dialekt górnoostrawski) ist ein kleinräumiger Dialekt im südwestlichen Teil von Teschener Schlesien bzw. im östlichen Teil der Lachei, südöstlich von Ostrau. Sie gehört zum Ostrauer Teil der lachischen Dialektgruppe der tschechischen Sprache bzw. den mährisch-schlesischen Mundarten. Auf diesem Basilekt basiert die vom tschechischen Dichter Óndra Łysohorsky erschaffene „lachische“ Literatursprache (lašsko řeč), die allerdings nur er selbst benutzte.
Diese Mundart bewahrt unter anderem den Unterschied zwischen i und y (wie im Polnischen), zwei l-Qualitäten und palatalisiert in größerem Ausmaß als die tschechische Literatursprache (z. B. ńeśe vs. nese). Vor Nasalen werden o und e eng ausgesprochen. Einige morphologische Züge teilt sie mit den benachbarten polnisch-schlesischen Teschener Mundarten.
In der Beschreibung Teschener Schlesiens von Reginald Kneifl im Jahr 1804 wurde es als schlesisch-mährische Mundart genannt. Der Dialekt wurde im Jahr 1903 von C.M. Kulbakin (Кульбакин) erforscht, der sie als polnisch-tschechischer Übergangdialekt beschrieb. In den 1930er Jahren entlehnte Óndra Łysohorsky einige Buchstaben aus dem polnischen Alphabet, wie ł und ó, die er in seinem Pseudonym benutzte.